# Knipolegus hudsoni
Knipolegus hudsoni е вид птица от семейство Tyrannidae.

## Разпространение
Видът е разпространен в Аржентина, Боливия, Бразилия, Парагвай и Перу.